# エリック・フェンビー
エリック・ウィリアム・フェンビー（Eric William Fenby OBE、1906年4月22日 - 1997年2月18日）は、イギリスの作曲家、教育者。フェンビーの名前は1928年から1934年のフレデリック・ディーリアスの代筆者として最も知られる。フェンビーの助けがなければ、ディーリアスが晩年の霊感を多くの曲に書きとめることはできなかった。

## 生涯
フェンビーはノース・ヨークシャー州、スカーブラに生まれた。幼少期からピアノ、オルガン、チェロを習い、12歳で聖トリニティー教会のオルガニストに任命された。作曲に関してはほとんど独学で学んだ。1925年までにはスカーブラのスパ・グランド・ホールで弦楽オーケストラのための楽曲を指揮しており、知られていない自作曲も何曲か手がけていた。
1928年、ディーリアスが梅毒のために視力を失い麻痺を患って、実質的に何も出来なくなってしまったことを知り、フェンビーは彼の代筆者を買って出た。フェンビーはパリからほど近いグレ＝シュル＝ロワンのディーリアスの自宅で、彼がこの世を去るまでのほぼ6年間という長期にわたって、彼の下で仕事に携わった。この仕事は、音楽を伝えるために独特の方法を考案しなければならなかっただけでなく、ディーリアスが難しい性質であるとともに無神論者であったために困難なものであった。フェンビーはメソジストの家系に生まれながらも、当時は敬虔なカトリック教徒だったのである。フェンビーはディーリアスの晩年に作曲者の介助も行わねばならなくなり、負担は増大していた。その後さらに、未亡人となった重病のディーリアス夫人、イェルカを見舞わねばならず、ディーリアスの再埋葬のために遺体を掘り出してイングランドへの旅路に付き添うなどせねばならなかった。これら全てのことがあって、フェンビーは「すっかり燃え尽きて」しまった。1936年には「ソング・オブ・サマー 真実のディーリアス Delius As I Knew Him」と題した手記を出版している。
フェンビーが手助けして書かれたディーリアスの楽曲は以下の通りである。（特に明記されていないものは管弦楽曲）
- 夏の歌
- 幻想的舞曲
- 歌劇「イルメリン」前奏曲
- カプリースとエレジー（チェロと管弦楽）
- ヴァイオリンソナタ第3番（ヴァイオリンとピアノ）
- 告別の歌（2群の合唱と管弦楽）
- 田園詩曲（ソプラノ、バリトンと管弦楽）

イギリスのBBCは、1968年にこうしたフェンビーとディーリアスの暮らしの挿話を元に、ケン・ラッセルの「Song of Summer」を製作、放送している。
ディーリアスの死後、フェンビーは音楽出版社のブージー・アンド・ホークス社の社員となった。彼はアルフレッド・ヒッチコックの映画「巌窟の野獣」（ダフニ・デュ・モーリエの「埋もれた青春」が原作）に曲を付ける契約を結んだが、第二次世界大戦によって映画音楽のキャリアは絶たれてしまった。イギリス陸軍の砲隊に入隊すると、ブルフォードの教育キャンプ隊へと送られてサザン・コマンド管弦楽団を指揮した。その後はランカシャー州の陸軍教育キャンプの運営を任された。カトリック教会からは離れていたものの、フェンビーは1944年にスカーブラの司教代理の娘であるロウェーナC.T.マーシャル（Rowena-Marshall）と結婚した。2人の間には息子のロジャー（Roger）と娘のルース（Ruth）が生まれた。
戦後、フェンビーはノース・ライディングの訓練大学に音楽科を創設した。1962年にブラッドフォードで行われたディーリアス音楽祭では、彼が芸術監督を務めた。その後1964年から1977年にはロンドンの王立音楽アカデミーにおいて和声学の教授となった。
フェンビーは晩年にはカトリックに戻り、スカーブラで没した。

## 名誉
フェンビーは、1962年、ブラッドフォードでのディーリアス生誕100年祭の芸術監督を務めた功績により、同年に大英帝国勲章に叙された。また、同年にはディーリアス協会の会長にも任命されている 。
彼はジャクソンビル、ブラッドフォード、ウォーリックの各大学から、名誉博士号を授与されている。

## 録音
指揮者、ピアニストとして、フェンビーは多くの録音を遺している。ユニコーン・レコード（Unicorn Records）にLP2枚組みで遺されたフェンビーの遺産（Fenby Legacy）の確固たる演奏などである。また、1968年の映画「Song of Summer」ではケン・ラッセルに助言を与えた。フェンビーは3曲あるディーリアスのヴァイオリンソナタを、最初はラルフ・ホームズ（Ralph Holmes）と、後にユーディ・メニューインと共に録音している。ディーリアスのチェロソナタに関してはジュリアン・ロイド・ウェバーとの録音がある。ヨークシャーテレビは彼を主題に「Song of Farewell」と名づけられたドキュメンタリー映画を製作した。

## 作品
フェンビーは常に自己批判が厳しく、初期に作曲した多くの作品を破棄してしまったが、下記の小品が現存している。
管弦楽曲
- 序曲「Rossini on Ilkla Moor」（1938年）
- 緩やかな行進曲「Lion Limb」 （1952年）
- Two Aquarelles

合唱曲
- Magnificat and Nunc Dimittis （1932年）
- For music on the eve of Palm Sunday （ロバート・ニコルズの詩による 1933年）